# Alsógagy
Alsógagy es un pueblo ubicado en el distrito de Encs, en el condado de Borsod-Abaúj-Zemplén, Hungría.

## Superficie
Posee una superficie de 6,280 kilómetros cuadrados.

## Demografía
Hasta 2019 la población era de 71 habitantes, con una densidad de población de 11,31 habitantes por kilómetro cuadrado.